# Stati di agitazione - 30 anni di CCCP
Stati di agitazione - 30 anni di CCCP è  una raccolta del gruppo musicale italiano CCCP - Fedeli alla linea, pubblicato il 25 novembre 2014.

## Descrizione
Si tratta di un boxset di 8 vinili 12", in formato EP ed LP, contenenti l'intera discografia ufficiale (singoli esclusi) del gruppo musicale italiano.

## Tracce
Disco 1 Ortodossia II
1. Live in Pankow
2. Mi ami?
3. Spara Jurij
4. Punk Islam

Disco 2 Compagni, cittadini, fratelli, partigiani
1. Militanz
2. Sono come tu mi vuoi
3. Morire
4. Emilia paranoica

Disco 3 1964-1985 Affinità-divergenze fra il compagno Togliatti e noi - Del conseguimento della maggiore età
1. CCCP
2. Curami
3. Mi ami? (Remiscelata)
4. Trafitto
5. Valium Tavor Serenase
6. Morire
7. Noia
8. Io sto bene
9. Allarme
10. Emilia paranoica (Remiscelata)

Disco 4 Socialismo e barbarie
1. A ja ljublju SSSR (Gimm Sovetskogo Soyusa)
2. Per me lo so
3. Tu menti
4. Rozzemilia
5. Stati di agitazione
6. Libera me Domine
7. Manifesto
8. Hong Kong
9. Sura
10. Radio Kabul
11. Inch'Allah - Ça va

Disco 5 Canzoni preghiere danze del II millennio - Sezione Europa
1. Il testamento del capitano
2. Svegliami
3. Huligani dangereux
4. B.B.B.
5. Fedele alla Lira?
6. Roco - Roço - Rosso
7. Le qualità della danza
8. È vero
9. Palestina (15/11/1988)
10. Madre
11. Conviene
12. And the Radio Plays
13. Vota Fatur
14. Reclame

Disco 6/7 Epica etica etnica pathos
1. Aghia Sophia
2. Paxo de Jerusalem
3. Sofia
4. Narko'$ (contiene Baby Blue)
5. Campestre
6. Depressione caspica
7. In occasione della festa
8. Amandoti (sedicente cover)
9. L'andazzo generale
10. Al Ayam
11. Appunti di un viaggiatore nelle terre del socialismo reale
12. Mozzill'o re
13. Campestre II
14. Maciste contro tutti
15. Annarella

Disco 8 Live in Punkow
1. Live in Pankow
2. Spot
3. CCCP
4. Militanz
5. Sono come tu mi vuoi
6. Profezia della Sibilla
7. Curami
8. Radio Popolare
9. B.B.B.
10. Spara Jurij
11. Trafitto
12. Stati di agitazione
13. U.N.
14. Io sto bene
15. Manifesto
16. Tien An Men
17. La Madonna appare
18. Maciste all'inferno